# Majasetra
Majasetra is een bestuurslaag in het regentschap Bandung van de provincie West-Java, Indonesië. Majasetra telt 9950 inwoners (volkstelling 2010).